# Jagonia
Jagonia (ukr. Ягідня, Jahidnia) – wieś na Ukrainie. Należy do rejonu lwowskiego (wcześniej do rejonu kamioneckiego) w obwodzie lwowskim i liczy 248 mieszkańców.
Wieś założył w roku 1803 hrabia Józef Mier, osadzając w niej katolickich Niemców z południowo-zachodnich Czech – z okolic miejscowości Domažlice, Klenci i Hostouň. Pierwotna nazwa wsi to Jagunin (pochodziła od zdrobnienia imienia córki hrabiego Miera-Jadwigi). Koloniści niemieccy ulegli szybkiej polonizacji. Na początku XX wieku zlikwidowano szkołę z językiem niemieckim i zaprzestano nabożeństw w języku niemieckim w miejscowej kaplicy.
II Rzeczypospolitej do 1934 roku wieś stanowiła samodzielną gminę jednostkową w powiecie kamioneckim w woj. tarnopolskim. W związku z reformą scaleniową została 1 sierpnia 1934 roku włączona do nowo utworzonej wiejskiej gminy zbiorowej Kamionka Strumiłowa w tymże powiecie i województwie. Po wojnie wieś weszła w struktury administracyjne Związku Radzieckiego.
W czasie okupacji niemieckiej mieszkający tutaj Józef i Rozalia Streckerowie, polskie małżeństwo, które podpisało folkslistę, przez prawie 300 dni (od lata 1943 do wiosny 1944) ukrywali Żyda Mordechaja (Marka) Stromera. W 2007 roku Instytut Jad Waszem uhonorował Streckerów tytułami Sprawiedliwych wśród Narodów Świata (ich nazwiska figurują na polskiej liście Sprawiedliwych).